# Arne Ljungqvist
Arne Gunnar Gunnarsson Ljungqvist, född 23 april 1931 i Sankt Görans församling i Stockholm, är en svensk före detta höjdhoppare, mer känd som nationell och internationell idrottsledare, läkare och professor i medicin. "Dopningjägare" sedan mer än 50 år.

## Bakgrund
Arne Ljungqvist är uppväxt i Ålsten i Stockholm. Han är son till försäkringsdirektören och högerpolitikern Gunnar Ljungqvist och Solveig (född Bergquist, 1903–1998), bror till advokaten Bengt Ljungqvist och sonson till kontraktsprosten Erik G. Ljungqvist.

## Idrottskarriär
Ljungqvist blev nummer 15 i höjdhopp med resultatet 1,90 meter vid de Olympiska sommarspelen 1952. Tidigare samma år hade han vunnit höjdhopptävlingen vid Svenska mästerskapen i friidrott på höjden 1,96 meter. Hans personliga rekord är 2,01 meter (satt i Göteborg 6 aug 1952 i saxstil) och han var svensk juniormästare i höjdhopp, stavhopp och spjutkastning. Han tävlade för Bromma IF och Westermalms Idrottsförening på Stora mossens IP.

## Yrkeskarriär
Efter akademiska studier blev han medicine licentiat 1959 och medicine doktor 1964 och docent i patologi vid Karolinska institutet 1963. Han var amanuens och assistent vid patologiska institutionen på Karolinska institutet 1957–1962, hade olika läkarförordnanden 1959–1962, var underläkare vid kirurgiska kliniken på Kronprinsessan Lovisas barnsjukhus och Karolinska sjukhuset 1962–1964. Han hade en docenttjänst vid Karolinska institutet 1964–1967 och blev prosektor där 1967.
Ljungqvist blev professor 1967, var prodekanus på Karolinska institutet 1972–1977, prorektor vid Karolinska institutet	1977–1983, professor i patologi, Karolinska institutet 1983–1992 och rektor vid Gymnastik- och idrottshögskolan 1992–1996.

## Karriär som idrottsledare och arbete mot doping
Ljungqvist var ledamot 1971–1973, ordförande för Svenska Friidrottsförbundet 1973–1981, ledamot av Sveriges Olympiska Kommitté (SOK) 1989–2011, ledamot för Riksidrottsstyrelse 1975–1989, dess ordförande 1989–2001, ordförande för Riksidrottsförbundet (RF) 1989–2001. Han var den förste RF-ordföranden som inte tillhörde kungahuset.
Ljungqvist var ledamot av the International Association of Athletics Federations (IAAF) från 1976, vice ordförande 1981–1999, ”senior” vice ordförande 1999–2007
Han är numera hedersledamot av Internationella Olympiska Kommittén (IOK). Han valdes in i IOK 1994. År 1987 blev han medlem i IOK:s medicinska kommitté och dess ordförande 2003.
Ljungqvist var styrelseledamot i World Anti-Doping Agency (WADA) från 1999, då WADA bildades. Han var också dess vice ordförande från 2008 fram till sin avgång 2013. Vidare var han ordförande för WADA's Health, Medical & Research Committee.
Han är kabinettskammarherre vid kungliga hovstaterna sedan 1986, men är inte längre tjänstgörande.
Sedan 2012 är han ordförande i "Professor Arne Ljungqvist's Anti-doping Foundation".
Han var värd för Sommar i P1 7 juli 2018.
Sedan januari 2021 är han ledamot av styrelsen för Antidopingstiftelsen i Sverige.

### Svenska Idrottsgalan
Arne Ljungqvist grundade tillsammans med RF:s fd GS Lennart Karlberg "Svenska Idrottsgalan". Den är en sedan år 2000 årligen i januari återkommande TV-sänd fest, som äger rum i Globen i Stockholm. 
Inför starten av Svenska Idrottsgalan, etablerades Svenska Idrottsakademin 1999, en ideell sammanslutning som bildats för att nominera kandidater och rösta fram vinnare till akademins priser som presenteras på Svenska Idrottsgalan. Även den grundades av Arne Ljungqvist och Lennart Karlberg. Arne Ljungqvist var dess förste ordförande.

### ”Professor Arne Ljungqvist Anti-Doping Foundation”
Stiftelsen grundades år 2012, året efter det att Ljungqvist fyllde 80 år. Ändamålet med stiftelsen är att bevara Ljungqvists anti-doping arv och dess syfte är att följa hans arv för att främja vetenskaplig forskning om dopingfrågor och utbildning för ren sport. Stiftelsens syfte bör tillgodoses genom att initiera forskning om antidopningsfrågor i samhället samt stödja antidopningsarbete inom nationell och internationell sport inom ramen för stiftelsens eget syfte. Grunden till Stiftelsen var en gåva från idrotten (RF, SISU och IOK), departementet samt från vetenskapens värld (Karolinska Institutet) i samband med 80-årsdagen.
Inom ramen för stiftelsen drivs ett antal projekt, bland annat Pure for sure och Dissa steroider.

## Familj
Arne Ljungqvist var från 1957 till hustruns död gift med sjukgymnasten Ulla Kjellin (1933–2011), dotter till avdelningsdirektören Eskil Kjellin och Gurli Allstrin. De har tre barn: Mats (född 1957), Håkan (född 1960) och Maria (född 1964). Han är bosatt på Gärdet, Stockholm, i många år dessförinnan i Enebyberg.

## Utmärkelser (urval)
- 1991 H.M. Konungens medalj av 12:e storleken med serafimerband
- 1999 Idrottens högsta utmärkelse, Riksidrottsförbundets förtjänsttecken i guld
- 2001 KTH:s stora pris[8]
- 2009 Idrottsakademins hederspris vid Idrottsgalan i Stockholm[9]
- 2009 Doctor honoris causa in sciences vid University of Loughborough (Great Britain)
- 2012 Olympic Order in silver[10]
- 2014 Hedersdoktor vid Högskolan i Gävle.[11]
- 2014 vid OS i Sotji, Ryssland, mottog hans stiftelse “Professor Arne Ljungqvist Anti-Doping Foundation” Global Sports Developments (GSD’s) 2014 Humanitarian Award.[12]
- 2015 Illis quorum av Regeringen för sitt arbete mot dopning och för en ren idrott.[13]

Ytterligare info finns i boken "Dopingjägaren Arne Ljungqvist" av Göran Lager, utgiven på Ersatz förlag.